# Бартов, Аркадий Анатольевич
Аркадий Анатольевич Бартов (наст. фамилия Шейнблат; 18 декабря 1940, Ленинград — 20 апреля 2010, Санкт-Петербург) — российский писатель, прозаик, драматург, эссеист.

## Биография
Окончил электромеханический факультет Ленинградского Политехнического института. Работал руководителем Вычислительного центра проектного института. В конце 1980-х годов уволился из института и работал ночным сторожем, рабочим, корреспондентом на радио. С середины 1990-х гг. преподавал историю русской литературы XX века и философию современного искусства в Академии культуры, в ряде университетов Санкт-Петербурга. Преподавал также в нескольких школах и гимназиях.
Писать начал со второй половины 1970-х годов. Печатался в самиздате c 1980 г. Первая публикация в «официальной» советской печати — в сборнике писателей ленинградского андерграунда «Круг» (1985). Печатался и переводился в Австрии, Германии, США, Франции, Израиле, Югославии, странах Балтии. Автор восемнадцати книг прозы (две из них вышли посмертно). Опубликовал также в российской и зарубежной печати ряд статей, посвящённых основным направлениям в русском искусстве XX века.
Бартов принадлежит к петербургской ветви русского концептуализма: в его произведениях раскрывается механистичность и обезличенность человеческих действий и высказываний, демонстрируется опустошённость традиционных литературных форм и жанров. Бартов предпочитает крупной форме циклы миниатюр. Определённое влияние на творчество Аркадия Бартова имели русские обэриуты (Даниил Хармс, Александр Введенский) и французские постструктуралисты (Ролан Барт, Жан Бодрийар, Жак Деррида и др.).
Похоронен на кладбище в Комарово.

## Фестиваль «Бартовские дни», журнал «Бартов» и выпуск ранее не издававшихся произведений писателя
В июле 2009 г. издательство «Пропеллер» и книжный магазин «Nimmersatt» (Берлин) провели первый фестиваль «Бартовские дни» в Берлине (три вечера с участием автора). Во время фестиваля издательство «Пропеллер» выпустило 4 номера журнала «Бартов». В июне 2010 года прошли вторые «Бартовские дни» в Берлине, которые сопроводил 5-й номер журнала, в декабре 2011-го — третьи (6-й номер журнала), в мае-июне 2012-го — четвёртые, в мае-декабре 2013-го — пятые, в 2017-м году проведены очередные, 9-е.
С 2009 года издательство «Пропеллер» выпустило 6 книг ранее не издававшихся сочинений писателя.

## Труды
- Дивертисменты. — Л.: Советский писатель, 1990.
- Прогулки с Мухиным. — Л.: Нотабене, 1991.
- Недолгое знакомство. — СПб.: Санкт-Петербург — XXI век, 1994.
- Unterwegs mit Muchin. — Ritter Verlag, Klagenfurt, 1995
- Мухиниада. — СПб.: ДЕАН, 1999.
- Убийство в графстве Кент. — СПб.: Борей-Art, 1999.
- Блондинка в розовом, брюнетка в голубом: Рассказы о любви и о войне. — СПб.: Репринт, 2000.
- Эпоха и стиль. — Москва: Вест-Консалтинг, 2006.
- Восточные миниатюры. — СПб.: Миръ, 2007.
- Жизнь и подвиги Наполеона Бонапарта. — СПб., Миръ, 2007.
- Жизнь как она есть. Избранное. — СПб.: Геликон, 2008.
- Ритм эпохи. — СПб.: Juolukka, 2009.

## Собрание сочинений в издательстве «Пропеллер»
- Том 1-й. Ольга и Николай. — Берлин, 2009.
- Том 2-й. Подробные описания состояния Мухина. — Берлин, 2009.
- Том 3-й. Фаллос императора, самое подробное описание и призрак Жозефины. — Берлин, 2009.
- Том 4-й. Любовь с кузнечиком. — Берлин, 2009.
- Том 5-й. Семь дней из жизни лейтенанта милиции Ивана Петрова. — Берлин, 2010.
- Том 6-й. Необычайные приключения корсара Жана Флери и его команды — рыцарей удачи. — Берлин, 2011.